# Екологичен коридор
Екологичният коридор представлява непрекъсната ивица отворено пространство, което свързва природни зони на различни места – включително територии със защитен статус, като гори и природни резервати. Такъв непрекъснат контакт позволява движението на дивите животни и разпространението на дивите растения. Решение за „екологичен коридор“ е необходимо, когато устойчивото развитие заплашва да наруши естествения баланс чрез отрязване в една биосфера на част от нея. Коридорът ще включва най-малко един екологичен преход без който, флората и фауната биха били заклещени в малки участъци площ и ще се увеличи опасността от намаляване на биологичното разнообразие до пълното изчезване на видовете. Площта на коридора позволява съществуването на пълен жизнен цикъл и преминаването на голямо разнообразие от организми от една зона в друга, свеждайки до минимум отрицателните ефекти от намаляването на популацията.